# Оранджтрі (Флорида)
Оранджтрі (англ. Orangetree) — переписна місцевість (CDP) в США, в окрузі Колльєр штату Флорида. Населення — 5896 осіб (2020).

## Географія
Оранджтрі розташоване за координатами 26°17′35″ пн. ш. 81°34′23″ зх. д. / 26.29306° пн. ш. 81.57306° зх. д. (26.292933, -81.573091).  За даними Бюро перепису населення США в 2010 році переписна місцевість мала площу 11,43 км², з яких 9,88 км² — суходіл та 1,56 км² — водойми.

## Демографія
Згідно з переписом 2010 року, у переписній місцевості мешкало 4406 осіб у 1386 домогосподарствах у складі 1213 родин. Густота населення становила 385 осіб/км².  Було 1644 помешкання (144/км²).
Расовий склад населення:
| - 84,8 % — білих - 7,4 % — чорних або афроамериканців - 2,6 % — азіатів - 0,4 % — корінних американців - 2,8 % — осіб інших рас |

До двох чи більше рас належало 1,9 %. Частка іспаномовних становила 21,7 % від усіх жителів.
За віковим діапазоном населення розподілялося таким чином: 32,8 % — особи молодші 18 років, 57,1 % — особи у віці 18—64 років, 10,1 % — особи у віці 65 років та старші. Медіана віку мешканця становила 36,5 року. На 100 осіб жіночої статі у переписній місцевості припадало 93,8 чоловіків;  на 100 жінок у віці від 18 років та старших — 91,2 чоловіків також старших 18 років.
Середній дохід на одне домашнє господарство  становив 87 448 доларів США (медіана — 76 904), а середній дохід на одну сім'ю — 90 180 доларів (медіана — 78 750). За межею бідності перебувало 4,9 % осіб, у тому числі 0,0 % дітей у віці до 18 років та 11,5 % осіб у віці 65 років та старших.
Цивільне працевлаштоване населення становило 2091 особа. Основні галузі зайнятості: освіта, охорона здоров'я та соціальна допомога — 19,9 %, роздрібна торгівля — 13,2 %, мистецтво, розваги та відпочинок — 12,8 %.